# Prinos deciduus
Prinos deciduus là một loài thực vật có hoa trong họ Aquifoliaceae. Loài này được (Walter) DC. miêu tả khoa học đầu tiên năm 1825.